# Dolichoprosopus philippinensis
Dolichoprosopus philippinensis là một loài bọ cánh cứng trong họ Cerambycidae.